# Kleinova láhev

Kleinova láhev (náznak vzhledu ve 3D)

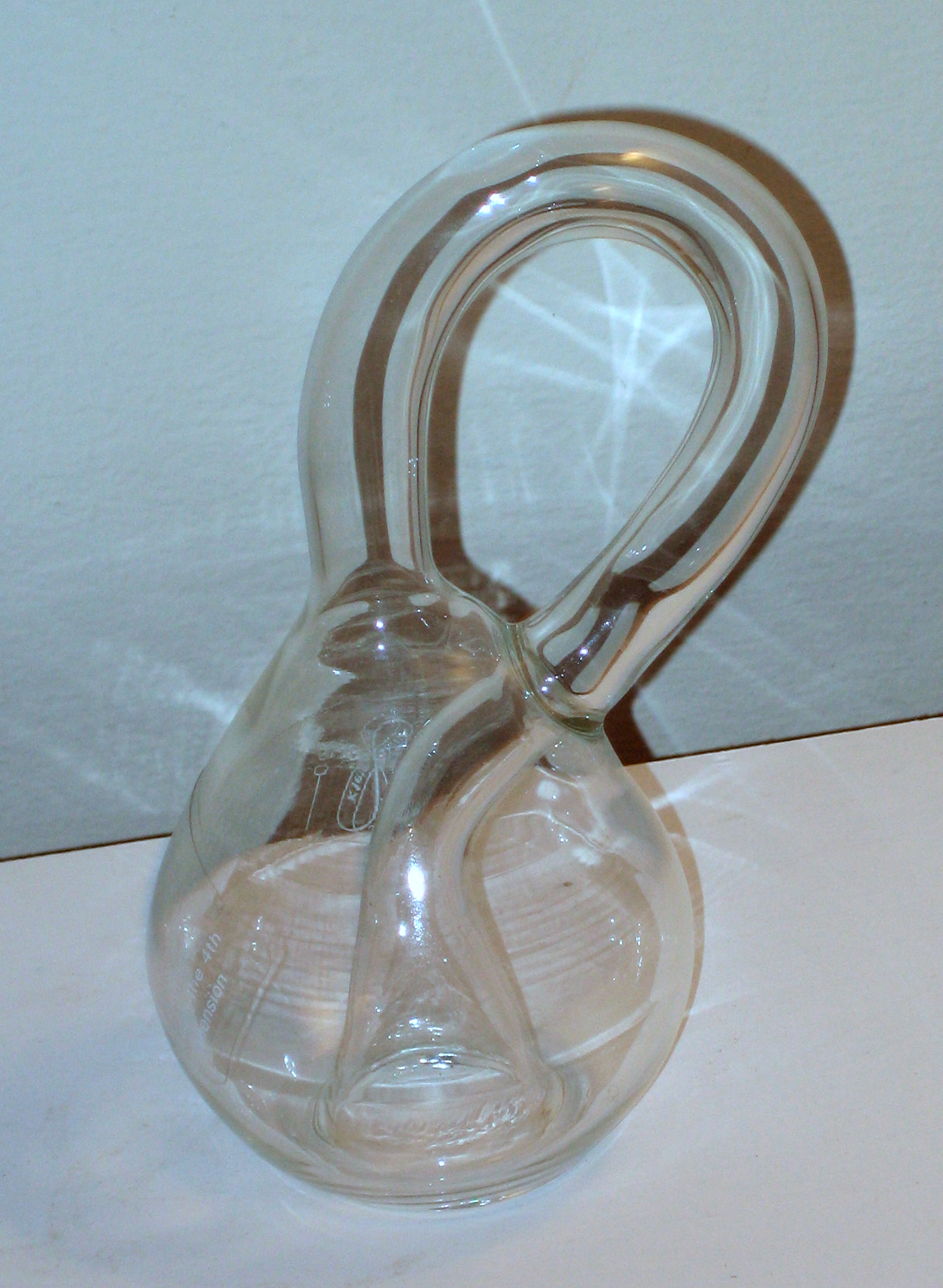
Realizovaná Kleinova láhev, tedy téměř-Kleinova

Kleinova láhev je plošný geometrický útvar, který si lze zjednodušeně představovat jako uzavřenou nádobu, která nemá vnitřek ani vnějšek. V trojrozměrném prostoru ji nelze realizovat, aniž by se protínala – to je možno v prostoru nejméně čtyřrozměrném. Pro Kleinovu láhev nelze rozhodnout, který bod prostoru je „venku“ a který „uvnitř“ (tato vlastnost se v topologii nazývá neorientovatelnost). Z toho přímo plyne, že tato plocha má jen jeden povrch.
Byla pojmenována po německém matematikovi Felixi Kleinovi, který ji roku 1882 jako první popsal. Dalším útvarem s podobnými vlastnostmi je Möbiova páska.

## Etymologie
Název Kleinova láhev vznikl z původního německého Kleinsche Fläche („Kleinova plocha“, podle Felixe Kleina), což však bylo kvůli vizuální podobnosti třírozměrné realizace Kleinovy plochy s jakousi pokroucenou nádobou často zaměňováno s Kleinsche Flasche („Kleinova láhev“). Tento zkomolený název pak přes angličtinu přešel doslovným překladem do většiny ostatních jazyků.

## Definice
Kleinova láhev je dvourozměrná varieta vytvořená následujícím způsobem. Vezměme uzavřený jednotkový čtverec [0,1]2 s euklidovskou topologií (tj. otevřené množiny jsou právě sjednocení otevřených kruhů) a „slepme“ vždy dvě a dvě jeho protější strany tak, aby šipky v následujícím obrázku byly přilepeny na sebe.
Přesněji řečeno vytvoříme kvocientový prostor faktorizací čtverce podle ekvivalence (0,y) ~ (1,y) pro 0 ≤ y ≤ 1 a (x,0) ~ (1-x,1) pro 0 ≤ x ≤ 1.
Na výsledném prostoru lze zřejmým způsobem zavést strukturu dvourozměrné variety – tato varieta se nazývá Kleinova láhev.

## Znázornění ve 3D
V trojrozměrném prostoru není možné Kleinovu láhev realizovat tak, aby se sama neprotínala. Pro představu jejího vzhledu je vhodné postupovat podle následujících obrázků.
Je dán jednotkový čtverec s vyznačenou orientací hran. Po slepení dvou červených hran získáme válec bez podstav. Ten lze ohnout tak, až jeden jeho konec „prorazí“ pláštěm dovnitř, a poté ho vytáhnout ven opačným koncem válce. Modré podstavné kružnice jsou nyní orientovány „souhlasně“, takže jejich slepením vznikne Kleinova láhev.

Jednotkový čtverec s vyznačenou orientací hran
Po slepení červených hran vzniká válec bez podstav.
Válec (trubice) je ohýbán.
Válec (trubice) je ohýbán.
Ve trojrozměrném světě protne sama sebe a je vytažena opačným koncem ven.
„Ohrnutím“ konce je možno ho přilepit k opačnému konci tak, aby šipky souhlasily.

Všimněme si, rozřízneme-li již hotovou Kleinovu láhev podle červené čáry, získáme Möbiovu pásku. Jinými slovy začneme-li Kleinovu láhev konstruovat tak, že po nezbytném překroucení čtverce nejprve slepíme dvě jeho modré hrany, získáme právě Möbiovu pásku, kterou pak následně slepíme podle její jediné hrany.